# Caltagirone
Caltagirone – miasto i gmina we Włoszech, w regionie Sycylia, w prowincji Katania.
Według danych na rok 2004 gminę zamieszkiwało 36 846 osób, 96,5 os./km².
Z Caltagirone pochodzi Nicole Grimaudo, włoska aktorka.

## Zabytki
Historyczne centrum miasta zostało wpisane na Listę światowego dziedzictwa Unesco wraz z innymi późnobarokowymi miastami doliny Noto.

## Zdjęcia miasta

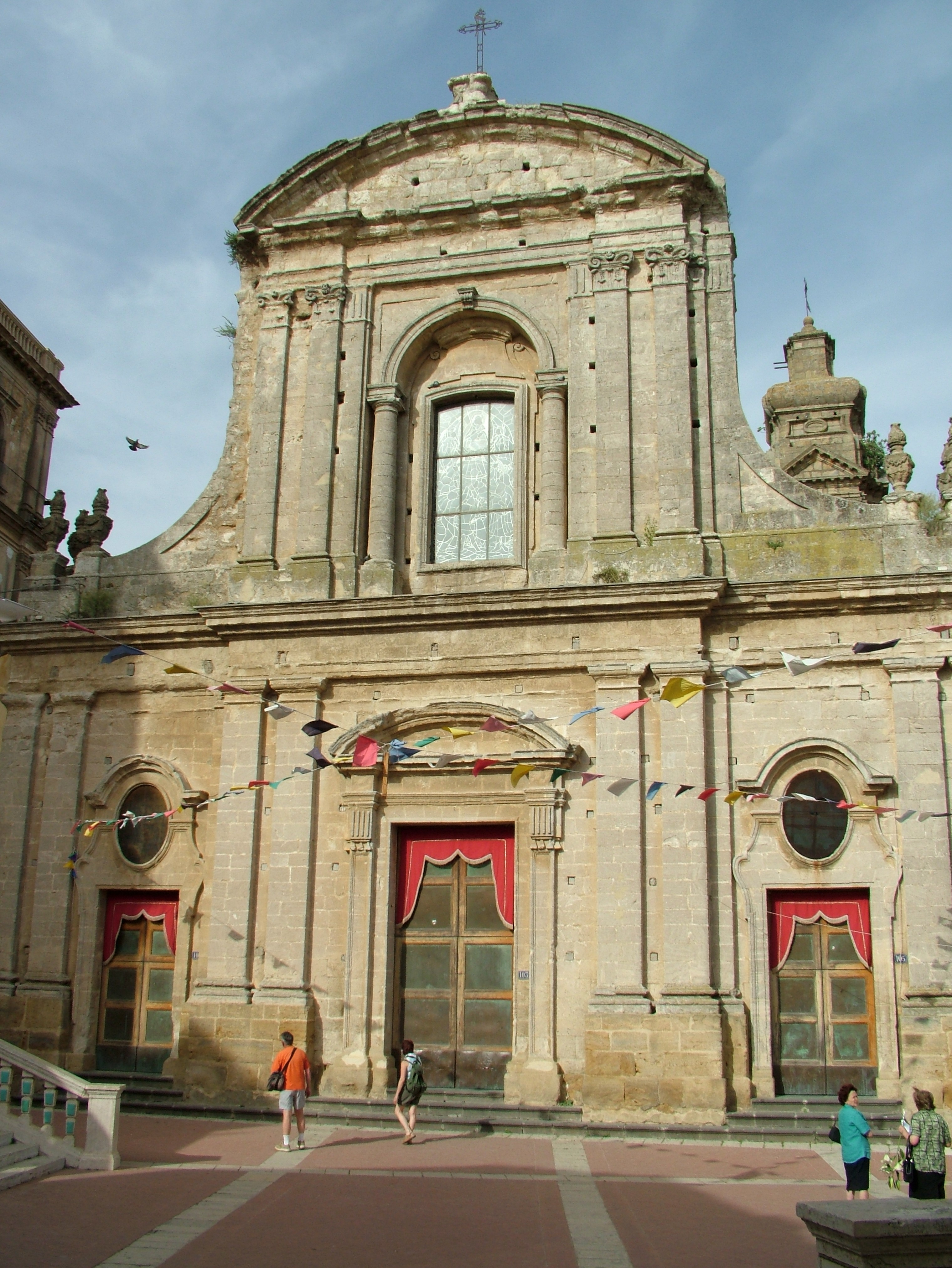
Kościół pw. Świętej Marii z Gór
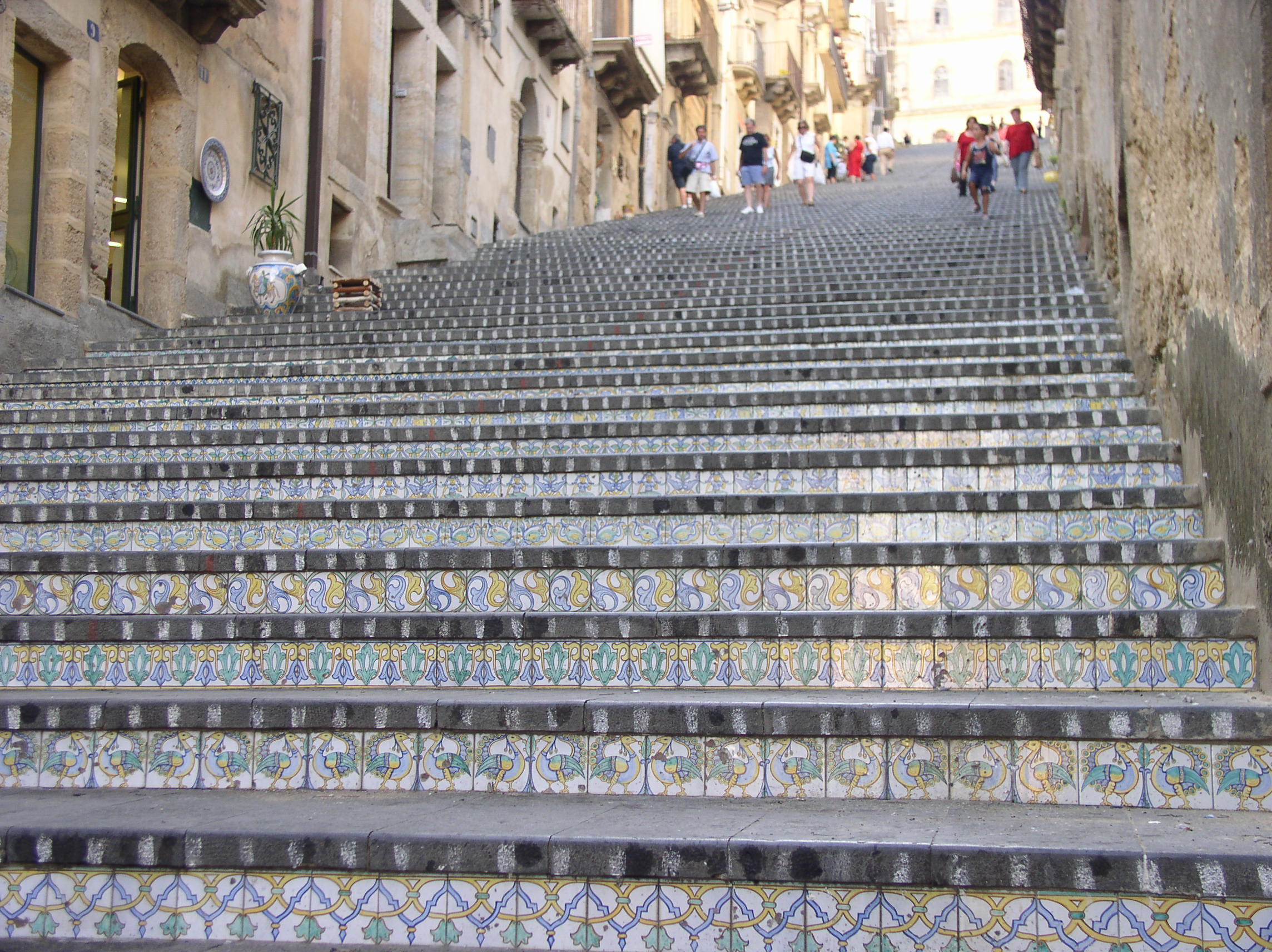
Monumentalne schody
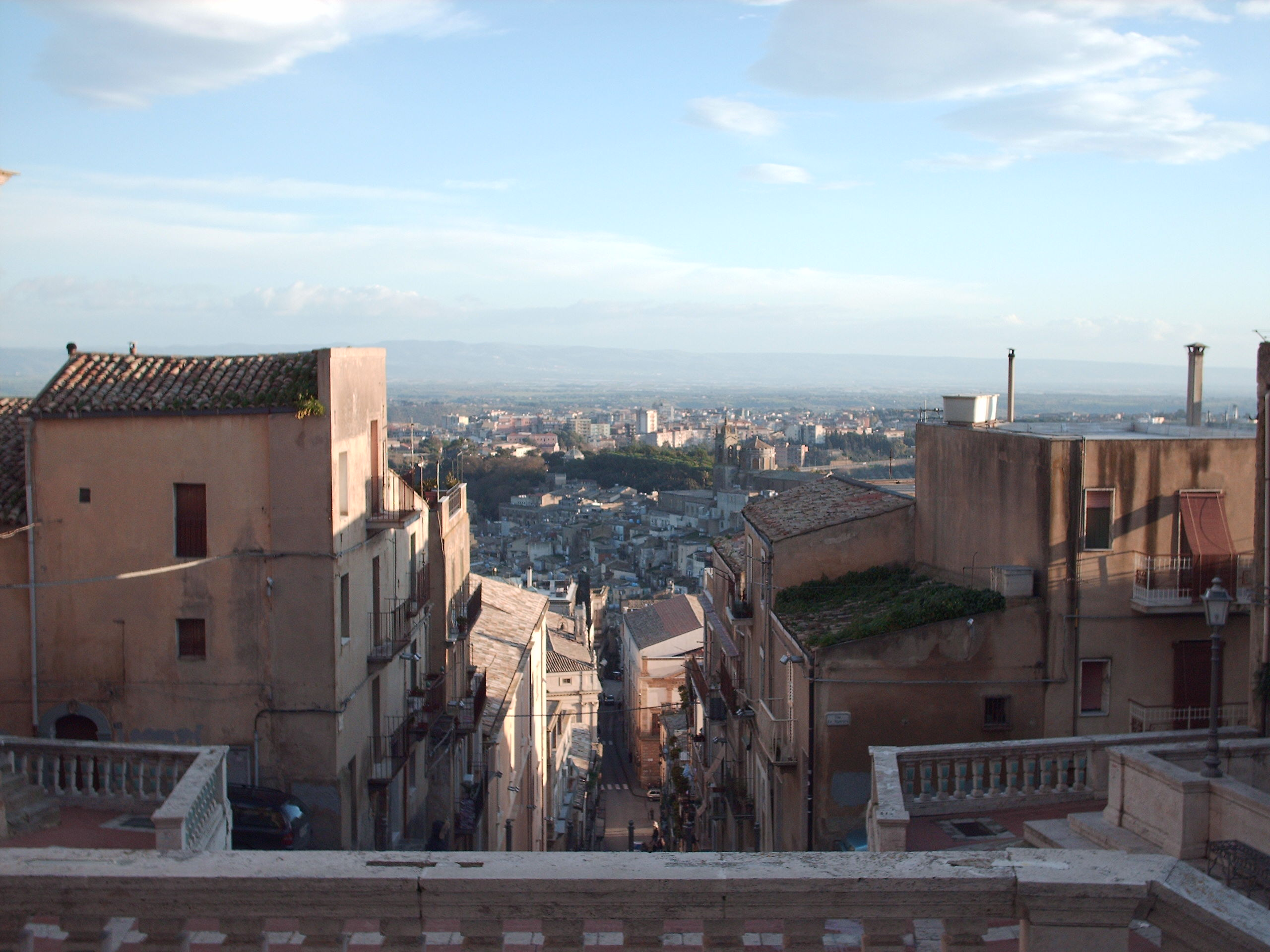
Historyczne centrum miasta